# Foce (Montemonaco)
Foce è una frazione di Montemonaco, in provincia di Ascoli Piceno, nelle Marche.

## Geografia

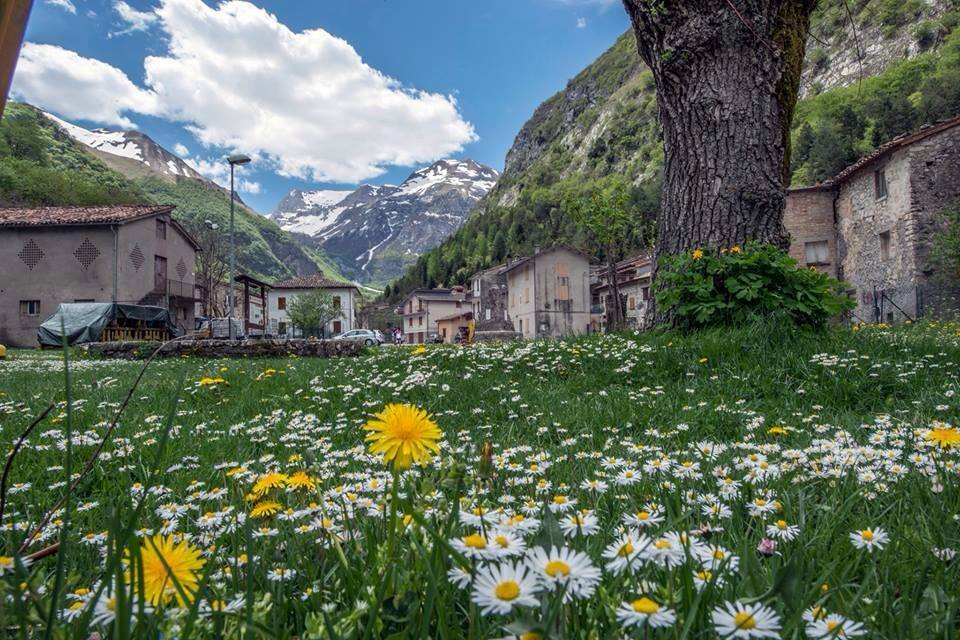
Foce tra i suoi monti

Foce si trova all'interno del Parco Nazionale dei Monti Sibillini, al confine tra le Marche e l'Umbria. Le poche abitazioni sono circondate dalla catena dei Monti Sibillini e si sviluppano lungo il solco di una valle che è il risultato di un'antica e intensa azione glaciale e che si estende verso sud fino a congiungersi con la Valle del Lago di Pilato.
Il paesaggio che circonda Foce è estremamente variegato: vette montane, gole che derivano da fenomeni erosivi dovuti allo scorrimento di sorgenti, cascate naturali, corsi d'acqua e distese di prati e boschi. 
Il clima è di tipo continentale, con forti escursioni termiche: alle estati fresche si alternano inverni molto rigidi, durante i quali sulle vette più alte si possono raggiungere temperature anche fino a -25 °C. 
La vegetazione è varia e cambia a mano a mano che si sale dalle zone più basse alle cime più elevate, quando il bosco di roverella, carpino nero e orniello, lascia il posto alla faggeta. Sulle vette del monte Vettore, anche se raro, si può ancora trovare il Leontopodium Nivale, la bella stella alpina dell'Appennino, che si considera un residuo floreale di epoche glaciali molto antiche.
La fauna delle zone attorno a Foce ha subìto alla fine degli anni 1970 un temporaneo impoverimento a cui si è posto rimedio con la reintroduzione di diverse specie, come il lupo appenninico, il capriolo, il cervo, il gatto selvatico e il camoscio appenninico. Tra gli uccelli, l'aquila reale ha iniziato a nidificare anche in zone che erano state abbandonate da tempo.

### Il laghetto di Foce

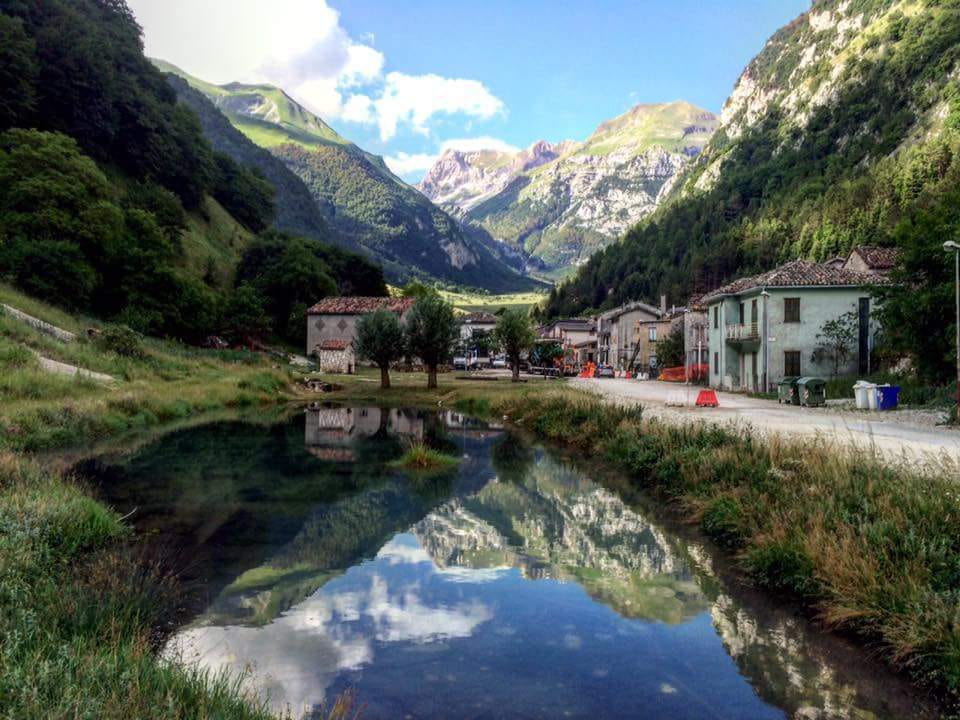
Foce e il suo laghetto

Caratteristica di Foce è la presenza di un piccolo lago naturale, il cosiddetto 'laghetto', fino all'ultimo decennio del Novecento alimentato per risorgenza dal Lago di Pilato. Tra le sue acque esistevano trote e gamberetti di fiume. Il lago è prosciugato per quasi tutto l'anno. Le acque interne dei monti di Foce sono state infatti sfruttate per venire incontro alle esigenze idriche della regione Marche. Questo intervento di captazione è consistito nella perforazione di centinaia di metri di montagna alla ricerca di una falda acquifera, da cui l'acqua è stata convogliata verso il mare. L'acqua prelevata dalla condotta è risultata tuttavia superiore a quella che annualmente va ad alimentare la falda, con il risultato che il livello idrico della falda si è abbassato. Ciò ha comportato lo spostamento della sorgente del fiume Aso due chilometri più a valle, con la conseguenza che il laghetto, alimentato dal fiume, si è prosciugato.

### Il fiume Aso
Il fiume Aso sgorga nei pressi del monte Vettore, precisamente fra il monte Porche (2233 m) e la cima della Prata (1850 m), ma le sue acque appaiono per la prima volta in superficie nel lago di Pilato. Dopo un percorso carsico di circa sei chilometri il fiume riaffiora poco prima di Foce.
Fino a circa la prima metà del Novecento le acque di questo fiume percorrevano dapprima un tratto sotterraneo e riemergevano poi all'aperto tra le abitazioni di Foce, scorrendo attraverso vari canaletti per poche decine di metri e sboccando infine nel laghetto. 
Alla fine di Foce, oltre il laghetto, il corso del fiume s’interrompe di nuovo, sotto una sorta di frana lungo la quale scorrono a cascatella le acque di una fonte, e più avanti ancora ricomincia a scorrere, senza sparire più, verso il mare Adriatico, fino a Pedaso, a sud di Porto San Giorgio.

## Luoghi di interesse

### Il monumento di Foce

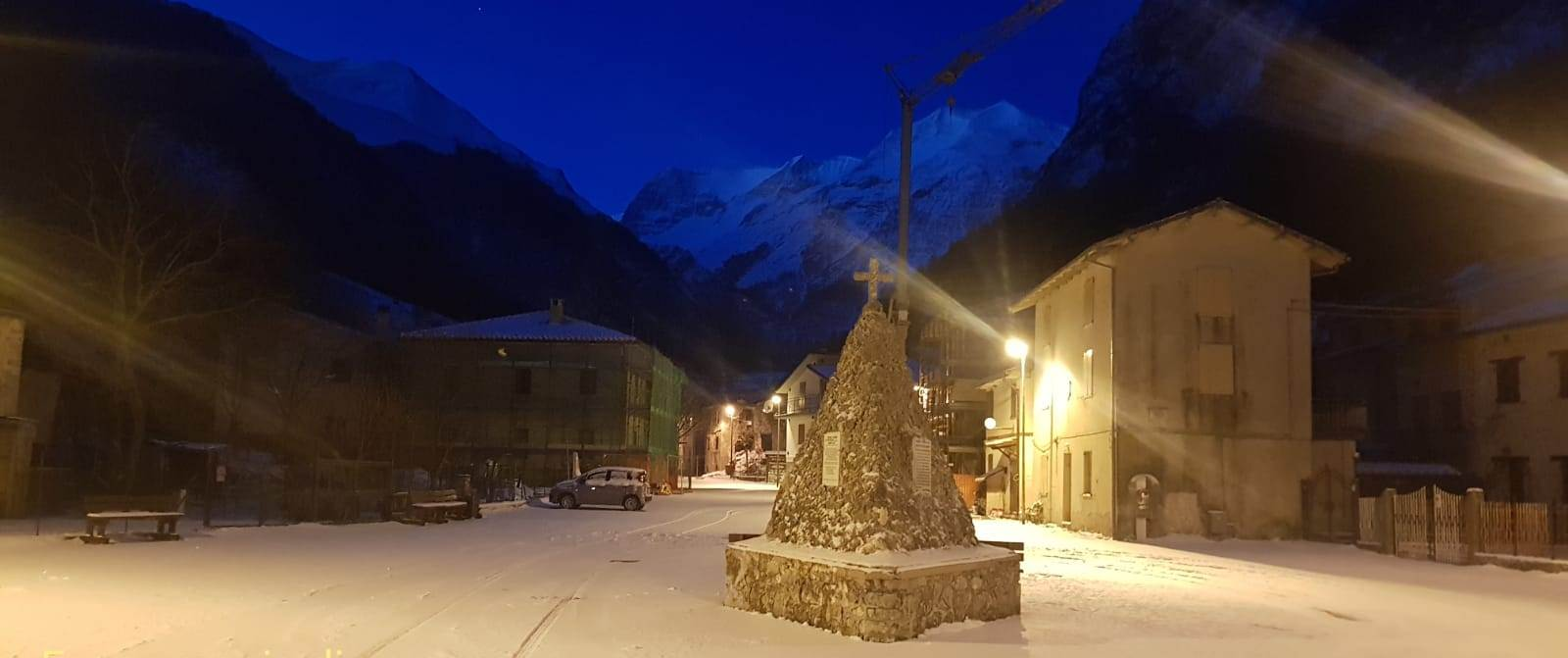
Il monumento di Foce

Nel mezzo della piazzetta di Foce si trova un monumento piramidale, costruito in cemento, alto circa cinque metri e mezzo e dedicato alla memoria di don Basilio Brunori, parroco di Foce dall'agosto 1912 al dicembre 1914, caduto in guerra il 26 agosto 1917. L'inaugurazione di tale costruzione è stata fatta coincidere con il secondo anniversario della sua morte. Il lato anteriore mostra una lapide sulla quale è scolpita un’iscrizione onoraria; negli altri due lati si sono due tavole di marmo sulle quali sono incise le motivazioni delle due medaglie d’argento al valor militare conseguite dal sacerdote in guerra.

### La chiesa di Foce
La struttura, costruita in pietra e in parte intonacata, è dedicata a San Bartolomeo apostolo, patrono del paese. Si pensa che sia stata costruita sulle rovine di un ipotetico eremo, o abbazia. Di ciò era convinto don Basilio Brunori, che nel 1913-14 ne commissionò il restauro, sia interno che esterno. La modifica principale fu l'apertura di un nuovo ingresso principale sul lato orientale della chiesa (quello attuale, a cui si accede attraverso due scale laterali), che fece seguito alla muratura di un accesso secondario presente sulla facciata meridionale della costruzione. 

### La chiesa scomparsa
Si ipotizza che a Foce fosse presente un'ulteriore chiesa, oltre a quella moderna di San Bartolomeo. Il motivo di tale supposizione deriva da una testimonianza di Antoine de La Sale, scrittore francese che la visitò nel 1420, denominandola «Sainte Marie de Fogia». Egli la descrisse nel suo libro Le paradis de la Reine Sibylle e la disegnò nella Carte de l'édition gothique, conservata nella biblioteca nazionale di Parigi. Si tratterebbe di una chiesa gotica caratterizzata dalla presenza di un piccolo rosone sulla facciata, da finestre bifore laterali, da un tetto a doppio spiovente e da due campanili a cuspide. Le dimensioni con la quale Antoine de La Sale disegnò la chiesa fa pensare che dovesse essere di una certa importanza.

## Storia e leggende
Don Basilio Brunori, parroco della parrocchia di Foce dall'agosto 1912 al dicembre 1914, si interessò molto della storia di Foce e della sua comunità. Come scrisse nel suo Libro di memoria della Parrocchia di Foce, era convinto che Foce fosse stata abitata dagli antichi popoli romani, perché furono ritrovati parecchi avanzi di armi e di monete romane nei pressi della chiesa. Non ci sono però altre notizie in merito a tali ritrovamenti e la documentazione parrocchiale, peraltro scarsa, ricostruisce un periodo di tempo che parte soltanto dagli inizi del 1800.
Si sa con certezza, comunque, che la chiesa di S. Bartolomeo esisteva già nell’aprile del 1178, perché citata in documenti di donazione relativi al Monastero di Fonte Avellana, in provincia di Pesaro e Urbino. 

### Racconti popolari
Il territorio dei Monti Sibillini è una delle più ricche fonti di fiabe e narrazioni leggendarie. Queste si sono diffuse soprattutto tra il 14º e il 16º secolo e sono state tramandate nei secoli attraverso i racconti popolari trasmessi di generazione in generazione, soprattutto in tempi durante i quali un fascino particolare rivestivano le storie raccontate dai genitori e dai nonni. Questi racconti si rifanno a storie antiche e misteriose, legate all’asprezza e spesso all’inaccessibilità di alcuni luoghi dell'area geografica di Foce, come, per esempio, la Gola dell’Infernaccio, il Pizzo del Diavolo, il Passo Cattivo, la Grotta del Diavolo, la Valle Scura. 

#### Il ballo delle fate
Particolarmente ricorrenti sono le storie di fate che sotto le sembianze di graziose fanciulle la notte dai monti scendono a valle. A Foce si racconta che queste fate sfidano l’alba per danzare il saltarello con i giovani del paese, ma prese dalla foga della danza rischiano di essere sorprese dalla luce dell'alba e quindi di essere scoperte. Quando ciò succede, scappano di gran furia risalendo il monte Vettore, ma poiché i loro piedi sono quelli di capra, fuggendo devastano il terreno, tanto che i loro passaggi hanno creato una stradina, tuttora visibile, chiamata il ‘sentiero delle fate’.

## Escursioni
Foce è il punto di partenza di diversi percorsi montani, più o meno impegnativi. Si va dalle semplici passeggiate lungo dolci sentieri di bosco a veri e propri itinerari di montagna, anche per specialisti. Possibili mete sono: monte Argentella (2000 m), Palazzo Borghese (2145 m), monte Sibilla (2173 m), monte Porche (2233 m), Grotta delle fate.

### Foce - Lago di Pilato (1940 m)
Non presenta particolari difficoltà, a parte brevi tratti di sentiero ripido, e richiede circa 3 ore all'andata e 3 al ritorno. Il Lago di Pilato si trova sul versante sudorientale dei Monti Sibillini. Per arrivarci si parte dal ponticello del paese e si percorre la strada carrereccia (abbastanza ben individuabile) che porta alla fine del Piano della Gardosa. Da qui si sale nel bosco di faggio fino ad arrivare alla base di una parete verticale dove si trova un gradino roccioso abbastanza ripido (le cosiddette Svolte, la parte più difficoltosa dell'escursione), che permette di raggiungere quota 1450 m, dove la valle si apre e conduce al Lago percorrendo un fondo in leggera salita.